# 마라카이보호

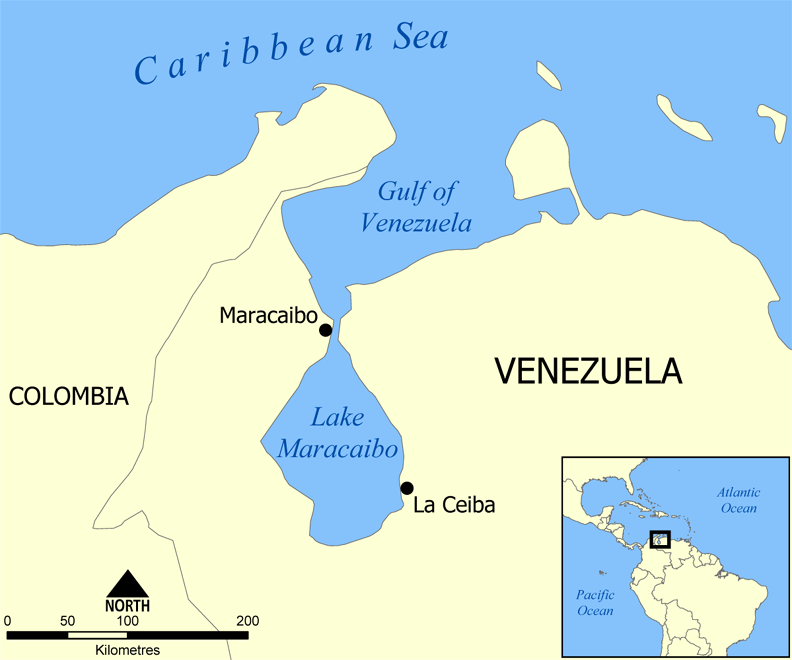
마라카이보 호 지도

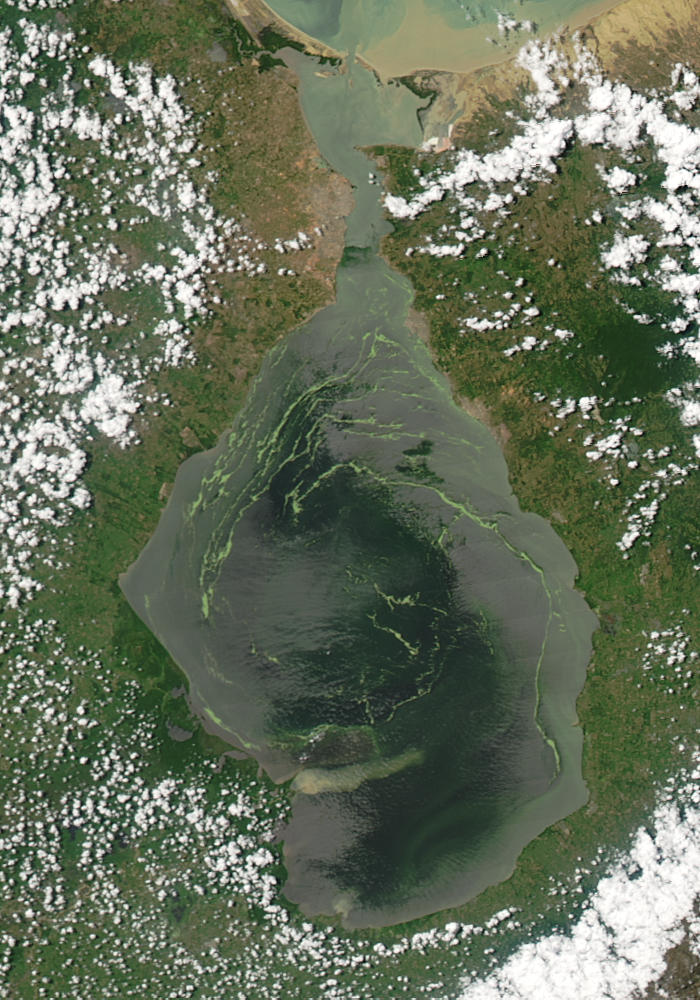
마라키아보 호의 위성 사진

마라카이보 호(스페인어: Lago de Maracaibo, 문화어: 마라까이보 호)는 베네수엘라 북부의 기수호이다. 북쪽으로 베네수엘라만과 연결된다. 1시간에 280번이나 번개가 내려치는 장소로 유명하며, 이같은 특성 때문에 '등대'라는 별칭을 갖고 있기도 하다.
마라카이보 호의 번개는 주변의 습지대와 관련이 있다. 습지대의 목재와 생물들의 유해가 부패하며 메탄 가스를 생성해내는데, 이 가스가 위로 올라가 안데스 산맥에서 불어 내려오는 바람과 뒤섞이면 강력한 정전기 현상이 발생하여 번개가 발생하는 것이다.